# Champagnac-la-Noaille
 Champagnac-la-Noaille  (en occitano Champanhac la Noalha) es una comuna y población de Francia, en la región de Lemosín, departamento de Corrèze, en el distrito de Tulle y cantón de Égletons. Su gentilicio francés es Champagnacois.
Su población en el censo de 2008 era de 218 habitantes.
Está integrada en la Communauté de communes de Ventadour, du Doustre et de la Luzège .

## Demografía
| 705 | 813 | 562 | 381 | 351 | 315 | 293 | 257 | 220 | 189 | 218 |
| Para los censos de 1962 a 1999 la población legal corresponde a la población sin duplicidades (Fuente: INSEE [Consultar]) |     |     |     |     |     |     |     |     |     |     |